# Фалчони (Анкона)
Фалчони је насеље у Италији у округу Анкона, региону Марке.
Према процени из 2011. у насељу је живело 48 становника. Насеље се налази на надморској висини од 215 м.